# Thecla rufanalis
Thecla rufanalis är en fjärilsart som beskrevs av Hayward 1936. Thecla rufanalis ingår i släktet Thecla och familjen juvelvingar. Inga underarter finns listade i Catalogue of Life.